# Alexandre Macdonald
Pour les articles homonymes, voir MacDonald.
Alexandre Macdonald, 2e duc de Tarente, né le 6 août 1824 à Paris où il est mort le 6 avril 1881, est un homme politique français du XIXe siècle.

## Biographie
Louis Marie Alexandre Charles Macdonald est l'unique fils du maréchal d'origine écossaise Étienne Macdonald et de sa troisième épouse, Ernestine de Bourgoing. Il a pour parrain le roi Charles X et pour marraine Madame Royale.
Il reste éloigné des affaires pendant la durée du règne de Louis-Philippe Ier, néanmoins, on le trouve attaché à la mission en Chine.
Mais, à l'avènement de Napoléon III, il devint chambellan de l'empereur et est nommé chevalier de la Légion d'honneur, le 8 juillet 1846.
Il est élu député au Corps législatif dans la 2e circonscription du Loiret le 29 février 1852. Il est réélu le 22 juin 1857 puis le 1er juin 1863. Il vote silencieusement avec la majorité dynastique du Corps législatif dont il est quelque temps secrétaire.
Conseiller général du Loiret, officier de la Légion d'honneur le 16 juin 1856, il est nommé sénateur du Second Empire le 6 mai 1869.
Le 4 septembre 1870, il rentre dans la vie privée.

## Ascendance et postérité
Alexandre Macdonald épouse le 27 décembre 1849 en l'église Saint-Thomas-d'Aquin dans le 7e arrondissement de Paris, Sidonie Weltner (1826-1879), fille de Xavier Weltner, capitaine de sipahis à Pondichéry, et de Thérèse Lemailly de Saint-Hilaire. Ils ont cinq enfants :
- Marie Thérèse Alexandrine Sidonie (1850-1905), qui épouse en 1869 Henri de Pommereul (1830-1904), dont postérité ;
- Marie Inès Eugénie Flora (1851-1852) ;
- Napoléon Eugène Alexandre Fergus (1854-1912), 3e duc de Tarente, qui épouse en 1899 Valentine Luce (1854-1924), divorcés en 1901, sans enfants ;
- Marie Ernestine Suzanne (1858-1929), qui épouse en 1883 Fabio Guagni de Marcovaldi (1847-1927), dont postérité ;
- Marie Alexandrine Sidonie (1859-1939), qui épouse en 1880 Arthur Hamilton Coates (1857-1919), dont postérité.

## Distinctions
- Légion d'honneur[1] :
  - Chevalier de la Légion d'honneur (8 juillet 1846) ;
  - Officier de la Légion d'honneur (16 juin 1856).